# Нарам-Сін (цар Ешнунни)
Нарам-Сін (*д/н — 1800 до н. е.) — лугаль міста-держави Ешнунна близько 1822/1818—1800 років до н. е. (за середньою хронологією — 1808—1798 до н. е.). Ім'я перекладається як «Улюбленець Сіна». Низка дослідників ототожнює його з ассирійським царем Нарам-Сіном. Його напис знайдено на егейському острові Кітера.

## Життєпис
Походив з Аморейської династії Ешнунни. Син лугаля Іпік-Адада II. У своїх написах він називав себе «царем світу». Продовжив політику попередника, завершивши підкорення земель у верхній течії річки діяла, зокрема остаточно приєднав місто-державу Ашнаккум, підкорив міста Каккулатум (біля Сіппару), Аштабалу (на річці Хабур), встановив взерхність над містом-державою Ашшур. В подальшому успішно відбивав напади царя Шамші-Адад I на володіння Ашшура. З огляду на це уклав союз Яхдун-Лімом, царем Марі.
У внутрішній політиці дотримував традицій сусідніх міст-держав, видавши на 7-й рік свого панування «акт справедливості», яким звільнив від сплати боргів найбідніших жителів свого царства.
Продовжив політику дарування прикрас храмам та статуям богам. Також більш активно на відміну від попередників проводив політику впровадження свого культу царя-бога.
Перед смертю розділив свої володіння: Ібні-Ерра став царем Ешнунни, інший син Ерішум II — Ашшура.